# Хэмптон, Киша
Киша Хэмптон (англ. Keisha Hampton; родилась 22 февраля 1990 года в Филадельфии, штат Пенсильвания, США) — американская профессиональная баскетболистка, выступавшая в женской национальной баскетбольной ассоциации. Была выбрана на драфте ВНБА 2012 года во втором раунде под двадцать вторым номером командой «Сиэтл Шторм». Играет на позиции лёгкого форварда. В настоящее время защищает цвета французского клуба «Танго Бурж Баскет».

## Ранние годы
Киша родилась 22 февраля 1990 года в городе Филадельфия (Пенсильвания) в семье Джона и Дженнифер Хэмптон, у неё есть брат, Джон, и сестра, Ким, училась же она там же в средней школе Карвер, в которой выступала за местную баскетбольную команду.